# Шаховской, Мирон Михайлович
Князь Мирон Михайлович Шаховской по прозванию «Безродный» (? — 1632) — дворянин московский, голова и воевода во времена правления Фёдора Ивановича, Бориса Годунова, Смутное время и правления Михаила Фёдоровича.
Представитель княжеского рода Шаховских. Второй (младший) сын князя Михаила Васильевича Шаховского. Старший брат — дворянин московский, воевода, князь и боярин Пётр Михайлович «Кила» Шаховской (ум. 1605). Рюрикович в XXII поколении.

## Биография
В 1586 году послан из Калуги в помощь белёвским воеводам, в связи с крымской угрозою. Упоминается в 1590 году, когда служил головой для рассылки с приказами из Москвы в шведском походе. В 1594 году присутствовал двадцатым на приёме у царя Фёдора Иоанновича императорского посла в Ответной палате.
В 1599—1600 годах князь Мирон Михайлович Шаховской служил письменным головой в Тобольске, откуда был отправлен первым воеводою на реку Тару, чтобы построить острог в Мангазее, собирать ясак и привести местных жителей к присяге на верность московскому царю. По царскому указанию в 1600 году отправлен с сотней казаков из Тобольска в Мангазею. В Берёзове к его отряду присоединилось ещё 50 казаков. Построив большие лодки он с отрядом вышел в Обскую губу. Несмотря на то, что часть провианта вскоре была утрачена, с помощью ненцев, отряд используя оленьи упряжки, а после лыжи, пошёл за речку Пур, но вскоре был атакован самоядью. Потеряв 30 казаков, свинец, порох и запасы раненый Мирон Михайлович с 60 казаками вернулся на оленях в Берёзов. Отдохнув и залечив раны, отряд вновь двинулся на лыжах на реку Таз, где ему удалось поставить острог. Однако самоеды постоянно нападали на острог, опасаясь за судьбу мангазейского гарнизона, правительство в 1601 году отправило ему в помощь отряд во главе с воеводой князем В.М. Мосальским-Рубцом и Л. Пушкиным, которые и закрепились в регионе.
В 1603 и 1604 годах князь М. М. Шаховской отправлен в Рязань, чтобы действовать против шаек разбойников, грабивших местное население. Успешно выполнив это поручение, он получил царский приказ набрать в Рязани казаков на царскую службу.
В 1609 году служил вторым осадным воеводою в Москве у Арбатских ворот против тушинских отрядов, осаждавших в это время столицу. В 1610 году отправлен на Северную Двину, чтобы собрать царские денежные доходы.
В 1613 году князь Мирон Михайлович Шаховской участвовал в Земском соборе в Москве и подписал сто двадцать пятым соборное постановление об избрании на царский престол Михаила Фёдоровича Романова.
В 1616 году находился на воеводстве в Каргополе. В 1618 году служит вторым воеводой во Пскове, откуда его отзывают в Москву в июне 1620 года. В Пскове местничал с С.Д. Яковлевым. В 1621 году он получил приказ «писати и мертити всяких чинов людей белые и черные места». В 1623 году находился на воеводстве в Костроме, откуда в 1625 году был отозван в Москву. В 1626 году показан московским дворянином и назначен воеводой в Нижний Новгород, где находился до 1628 года.
Скончался в апреле 1632 году, приняв перед смертью постриг с именем Михаил. Погребён в Троице-Сергиевом монастыре. Над его могилой было установлено надгробие с надписью: "Князь Мирон княж Михайлов сын Шеховской в иночестве Михаил представился 140 (1632) года апреля в .... день".

## Семья
От брака с неизвестной имел единственного сына:
- Князь Шаховской Михаил Миронович (ум. после 1658) — патриарший и царский стольник, в 1644-1645 годах воевода в Переславле-Залесском, в 1648-1649 годах воевода в Пронске, в 1659 воевода в Вильме.

## Критика
В Родословной книги из собрания М.А. Оболенского в поколенной росписи князей Шаховских поданной в 1682 году в Палату родословный дел, князь Мирон Михайлович вместе с братом не показан и прозвание "Безродный" у М.Г. Спиридова, П.В. Долгорукова и М.А. Оболенского — не упоминается.